# Macarostola parolca
Macarostola parolca är en fjärilsart som beskrevs av Edward Meyrick 1911. Macarostola parolca ingår i släktet Macarostola och familjen styltmalar.
Artens utbredningsområde är Seychellerna. Inga underarter finns listade i Catalogue of Life.